# TMK

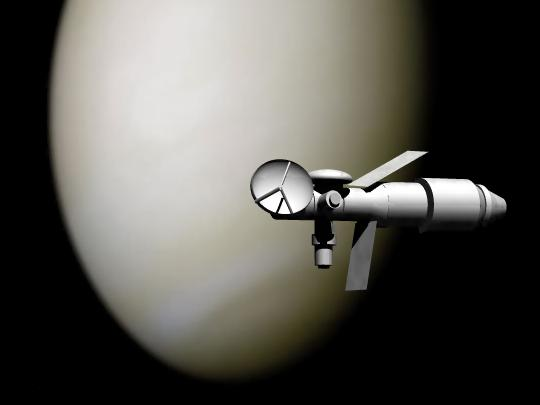
Wizualizacja przelotu statku TMK- Mavr nad Wenus

TMK (ros. Тяжёлый Межпланетный Корабль – Ciężki Międzyplanetarny Statek Kosmiczny) – radziecki projekt statków i misji mających na celu wysłanie załogowych wypraw na Marsa i Wenus (TMK-MAVR) bez lądowania na ich powierzchni.
Statek TMK-1 miał wyruszyć w 1971 roku w trzyletnią wyprawę, która zakładała przelot wokół Marsa i zrzucenie sondy. Poza tym pomysłem proponowano rozszerzone projekty takie jak TMK-E, MAVR i KK, w których miał nastąpić przelot nad Wenus, miano zastosować napęd elektryczny czy dokonać załogowego lądowania na Marsie.
Projekt TMK był radziecką odpowiedzią na amerykański program Apollo. Projekt nigdy nie został zrealizowany z powodu kłopotów technicznych rakiety N1, która była niezbędna do tego projektu.

## TMK-1
Pierwszy lot w kierunku Marsa miał rozpocząć się 8 czerwca 1971 roku.
Statek TMK-1 ważący 75 ton miał zabrać na pokład trzech członków załogi. Po dziesięciu i pół miesiącach lotu załoga miała wykonać przelot nad Marsem i wypuścić zdalnie sterowaną sondę na powierzchnię Marsa, po czym miała udać się w drogę powrotną na Ziemię. Przylot miał nastąpić 10 lipca 1974 roku po trzech latach, miesiącu i dwóch dniach podróży.

## TMK-E
Ta wersja programu powstała w 1960 roku. Zakładała ona załogowe lądowanie na powierzchni Marsa, a statek zostałby skonstruowany na orbicie Ziemi. Statek kosmiczny miał być napędzany reaktorem atomowym.
TMK-E miał wykonać swoją misję w ciągu trzech lat. Statek w założeniu miał mieć długość 175 metrów i pomieścić sześciu członków załogi. Miał zawierać sześć lądowników, dwa dla załogi i cztery dla tzw. Pociągu Marsjańskiego.

## Mavr (MArs - VeneRa)
Kolejna wersja TMK. Misja ta oprócz przelotu nad Marsem zawierała dodatkowo przelot nad Wenus w drodze powrotnej. Projekt otrzymał nazwę „Mavr” (MArs - VeneRa) oznaczającą Mars i Wenus. W tej misji miało wziąć udział trzech kosmonautów.

## KK
W 1966 r. powstała ostateczna wersja statku w ramach TMK. Napęd statku miał być atomowy. Sama misja miała trwać 630 dni. Start misji planowano na rok 1980. Załogę miały stanowić trzy osoby. Pobyt na Marsie miał trwać 30 dni.